# Acciaierie di Taranto
Lo stabilimento ILVA di Taranto è un complesso industriale localizzato nel quartiere Tamburi e, precisamente, nell'area compresa tra la strada statale 7 Via Appia (Brindisi-Taranto), la Superstrada Porto-Grottaglie, la strada Provinciale 49 Taranto-Statte e la strada provinciale 47, per una superficie complessiva di circa 15,45 km². Nonostante i numerosi problemi ambientali l'acciaieria sarebbe la più grande d'Europa e una delle acciaierie più grandi al mondo, a ciclo integrale, che produce acciaio a partire dalla lavorazione del minerale di ferro e del carbon fossile.

## Storia

### Le origini dell'Ilva di Taranto

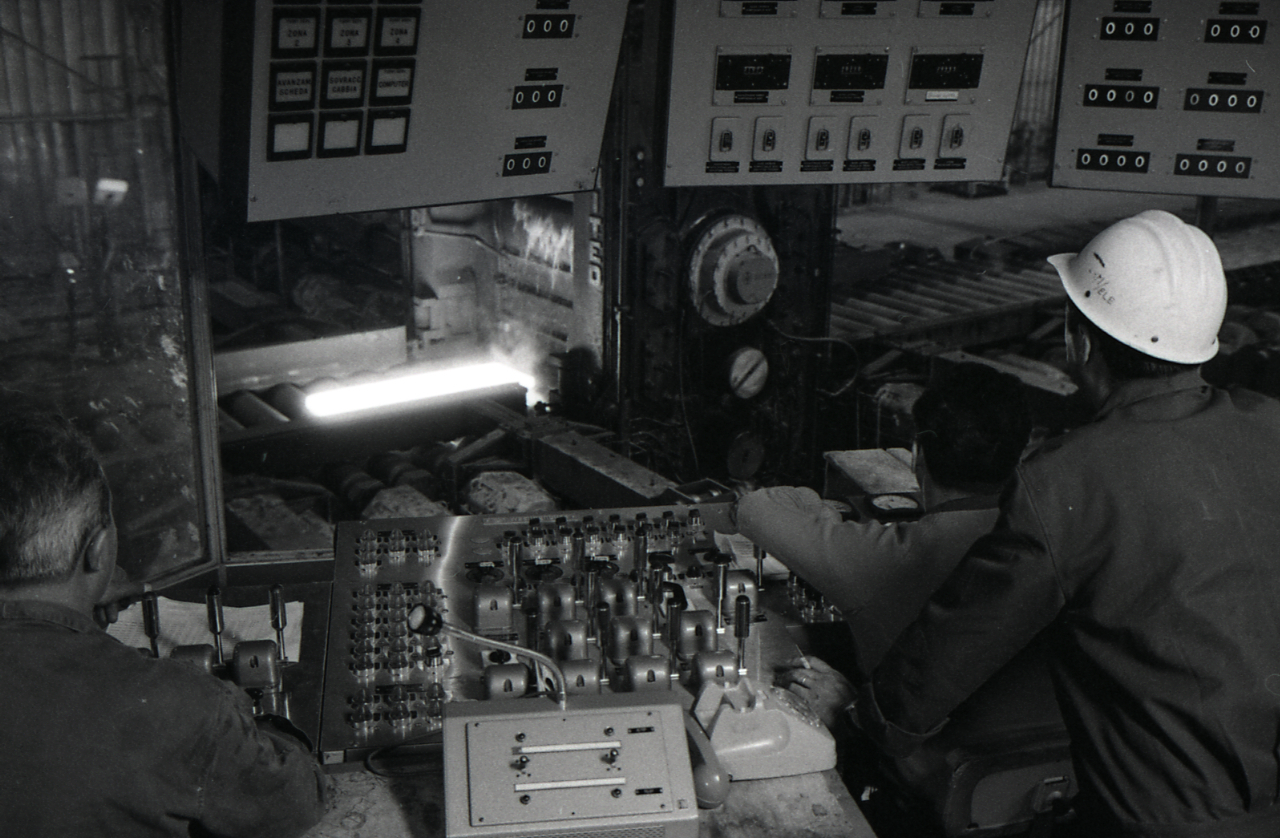
Laminatoio. Lamiere pesanti per tubi - Stabilimento di Taranto nel 1964, foto di Paolo Monti

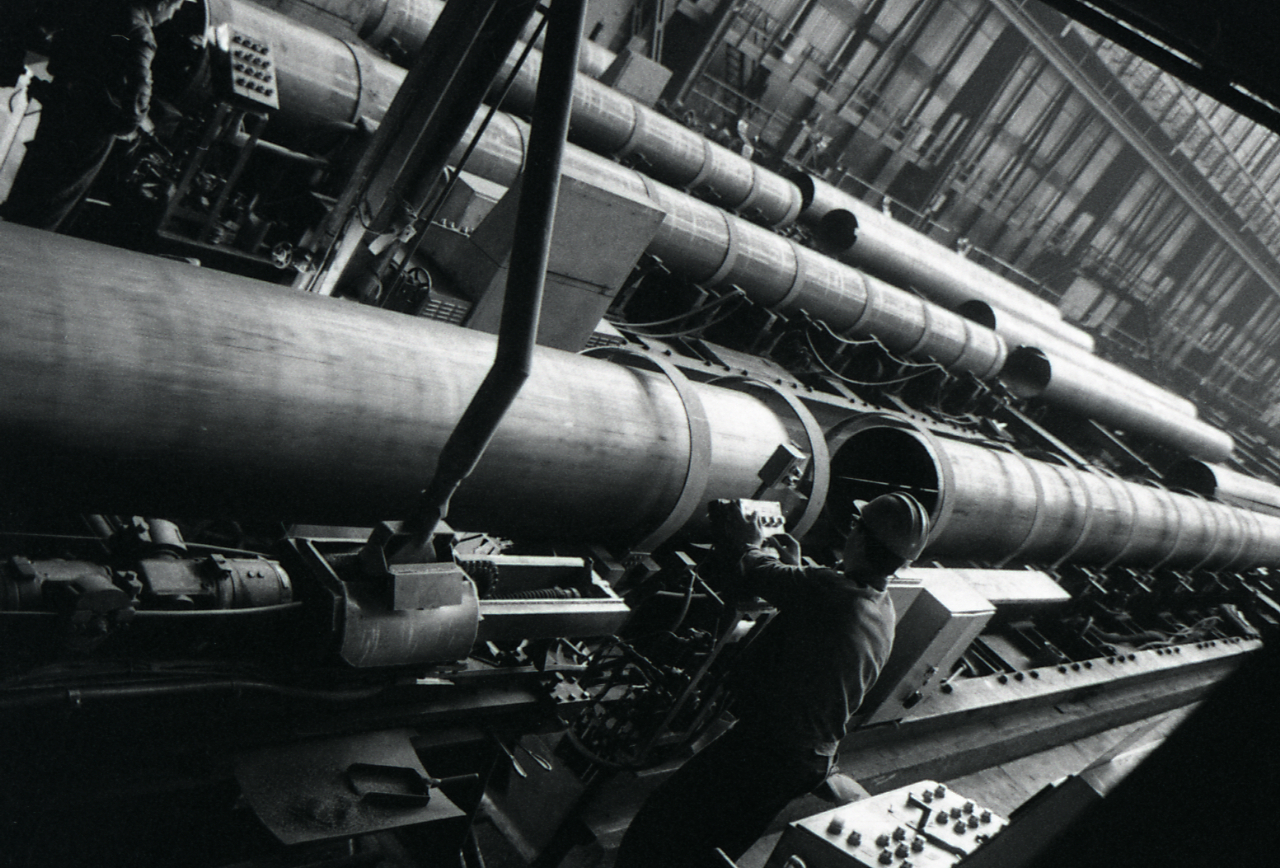
Stabilimento di Taranto nel 1964, foto di Paolo Monti

La decisione di costruire il Centro siderurgico di Taranto fu presa, nel 1959, “dopo un ampio dibattito nel Governo Italiano, nell’IRI e nella Finsider”. L'intento della decisione di installare un grande impianto siderurgico a ciclo integrale a Taranto e nel meridione d'Italia aveva l'obiettivo di rilanciare secondo chi pensò alla costruzione dello stabilimento l'economia dell'intero meridione d'Italia, l'investimento previsto fu di circa 217 miliardi di lire prevedendo di occupare a regime (1965) 4000 addetti  utili a produrre 300000 di tonnellate di acciaio.
Lo stabilimento di Taranto nasce come il quarto centro siderurgico italiano dopo che erano già attivi sul territorio nazionale le Acciaierie di Cornigliano, l'ILVA di Piombino e Bagnoli, la nascita dello stabilimento di Taranto portò alla fondazione di Italsider.
Già nel 1960 l'IRI nel suo piano industriale predisponeva attraverso il gruppo ILVA il piano di addestramento dei primi operai da impiegare nel costruendo stabilimento di Taranto dando atto che già un gruppo di operai era stato inviato negli Stati Uniti presso la United States Steel. 
Già nel 1961 a Taranto entrò in funzione il tubificio per la trasformazione e produzione di profilati in acciaio utilizzando l'acciaio prodotto in altri stabilimenti del gruppo. Il 19 novembre 1964 alla presenza del Presidente del Consiglio Aldo Moro veniva avviato il primo altoforno, mentre il secondo il 29 gennaio 1965. 
Dopo una fase di rodaggio, il 10 aprile 1965 il Presidente della Repubblica Giuseppe Saragat inaugura ufficialmente il quarto centro siderurgico del paese .
In alternativa alla città di Taranto, per il IV Centro Siderurgico, si pensò anche alle città di Vado Ligure e di Piombino (ampliamento dello stabilimento siderurgico già esistente). Tuttavia, la scelta di Taranto era una scelta fondamentalmente politica, ma si scelse Taranto anche grazie alle sue aree pianeggianti e vicine al mare, la disponibilità di calcare, di manodopera qualificata nonché alla sua ubicazione nel Mezzogiorno d'Italia, con annessa possibilità di creare posti di lavoro (43.000 tra diretti e indotto nel 1981) e di usufruire di contributi statali per tale obiettivo. La scelta di Taranto era inoltre razionale per l’esistenza pregressa dei cantieri Tosi e dell’arsenale della Marina, che avevano “portato una mentalità più moderna rispetto ad altre città costiere meridionali”.
L'impianto fu costruito nelle immediate vicinanze del quartiere Tamburi, che attualmente (2019) può contare circa 18.000 abitanti.
Il quartiere, già esistente, si sviluppò ulteriormente negli anni a seguire grazie anche agli interventi di edilizia popolare destinati proprio agli operai dello stabilimento.
La notte di Natale del 1968 Paolo VI si recò a Taranto e celebrò la messa di mezzanotte nelle acciaierie dell'Italsider: fu la prima volta che la messa di Natale venne celebrata in un impianto industriale (evento documentato dal breve filmato di Franco Morabito intitolato L'acciaio di Natale). Con questo gesto il pontefice volle rilanciare l'amicizia tra Chiesa e mondo del lavoro in tempi difficili.
Dall’insediamento del centro negli anni settanta del novecento sono sorti un cementificio con gli impianti di cava connessi, tre tubifici (Sanac, Dalmine e Montubi), due metallurgiche di seconda lavorazione, due aziende meccaniche, ed altre aziende per la lavorazione di sottoprodotti e accessori. Tra imprese fornitrici e utilizzatrici dei prodotti del Centro, secondo un’indagine del 1972 risultano strettamente connesse allo stabilimento imprese con circa 8.000 addetti con localizzazione nell’area di insediamento..
Il IV Centro Siderurgico di Taranto sfornava nel 1970 il 41% della produzione totale di Italsider, percentuale che nel 1980 raggiunse il 79% del totale.
Pietro Porcinai, uno dei maggiori paesaggisti italiani, si è occupato fra il 1972 e il 1973 delle opere di ristrutturazione del IV Centro siderurgico di Taranto.
Alla formazione armata di estrema sinistra Primi fuochi di guerriglia sono stati attribuite azioni di disturbo allo stabilimento di Taranto durante gli anni settanta.
Nel marzo del 1980, durante una crisi del mercato dell'acciaio, ci fu una importante visita nello stabilimento Italsider di Taranto del Presidente della Repubblica, Sandro Pertini, che volle pranzare con gli operai nella loro mensa..
Nel 2005 sono 188 le imprese pugliesi dell'indotto ILVA, che fatturano in totale 310 milioni di euro.

### Processo per mobbing
Con sentenza del Tribunale di Taranto in data 7 dicembre 2001, parzialmente riformata con sentenza della Corte di appello di Lecce in data 12 aprile 2005, poi confermata dalla Corte di Cassazione, Sez. 6 penale del 21 settembre 2006, con sentenza n. 31413 furono condannati undici manager per violenza privata e frode processuale avendo attuato una sorta di mobbing verso i dipendenti che non accettavano un demansionamento, confinandoli in un reparto, la palazzina Laf, che si tentò di riattare con opportuni interventi manutentori per celarne il degrado prima del sopralluogo giudiziario.

### La questione ambientale
Nel 1998 lo stabilimento era stato già individuato nel Piano di disinquinamento per il risanamento del territorio della provincia di Taranto come la maggior fonte inquinante nella città di Taranto, con emissioni in deroga oltre i limiti di legge e la zona di Taranto era stata già dichiarata "area ad elevato rischio di crisi ambientale" sin dal 1990, con rinnovo nel 1997. Nel 2003 e nel 2004 la società a dei protocolli d'intesa con gli enti locali per diminuire l'impatto ambientale dello stabilimento.
Nel 2005 la Corte di Cassazione aveva già condannato i Riva per il reato di getto pericoloso di cose previsto all'art. 674 del codice penale, a causa della dispersione nell'ambiente delle polvere dei depositi. Fu in quella sede stabilito il principio giurisprudenziale dell'applicazione dello stesso reato anche nel caso in cui si diffondessero nell'ambiente sostanze anche non eccedenti i limiti fissati dalle leggi.
Il 12 maggio dello stesso anno iniziò un altro processo che vide i dirigenti della società imputati per non aver rispettato un'ordinanza del sindaco di Taranto del 2001 con la quale veniva ordinata l'interruzione delle batterie 3-6 della cokeria per ragioni di inquinamento nonché per diversi reati in materia di inquinamento (emissioni dannose e danneggiamento del suolo) e che produsse il 12 febbraio 2007 una condanna a tre anni per l'amministratore delegato e a due anni e otto mesi per il direttore tecnico. Passata in Corte d'appello, la vicenda processuale venne chiusa dalla Cassazione per intervenuta prescrizione.
Nel 2008 l'analisi del formaggio prodotto dal latte delle pecore che pascolavano nei pressi dell'Ilva rilevò tassi di diossine e policlorobifenili fino a 30 volte maggiore del consentito; fino ad allora non erano state effettuate analisi di questo genere sugli animali.
Nel 2010 fu avviata a Taranto un'altra inchiesta per disastro ambientale, nell'ambito della quale nel 2012 sono state depositate presso la Procura della Repubblica di Taranto due perizie, una chimica e l'altra epidemiologica, nell'ambito dell'incidente probatorio che vede indagati Emilio Riva, suo figlio Nicola, Luigi Capogrosso, direttore dello stabilimento siderurgico, e Angelo Cavallo, responsabile dell'area agglomerato. A loro carico sono ipotizzate le accuse di disastro colposo e doloso, avvelenamento di sostanze alimentari, omissione dolosa di cautele contro gli infortuni sul lavoro, danneggiamento aggravato di beni pubblici, getto e sversamento di sostanze pericolose e inquinamento atmosferico.
Sarebbero particolarmente inquinanti i 70 ettari di parchi minerali per via delle polveri, che fungono da veicolanti dei gas nocivi, le cokerie che emettono soprattutto benzo(a)pirene, ed il camino E312 dell'impianto di agglomerazione per quanto riguarda la diossina.

#### Nuova Aia, sequestro degli impianti, arresto dei dirigenti, avvio del risanamento
Corrado Clini, nel marzo 2012, di fronte alle perizie inviate al ministro dalla Magistratura tarantina e con l'emanazione di nuove norme europee che entreranno in vigore nel 2016, riaprì con urgenza la procedura Aia (Autorizzazione Integrata Ambientale) per lo stabilimento, che era stata rilasciata nell'agosto 2011 dal precedente ministro, per adeguare ai nuovi dati l'autorizzazione a produrre, con l'obiettivo di risanare lo stabilimento.
Il 26 luglio 2012 venne firmato un Protocollo di intesa per interventi urgenti di bonifica, ambientalizzazione e riqualificazione di Taranto stipulato tra il Ministero dell'ambiente e della tutela del territorio e del mare, il Ministero delle infrastrutture e dei trasporti, il Ministero dello sviluppo economico, il Ministro per la coesione territoriale, la regione Puglia, la provincia di Taranto, il comune di Taranto, il Commissario straordinario del porto di Taranto.
L'accordo condurrà all'emanazione di un decreto che ha stanziato i fondi per il risanamento e il rilancio della città (escluso lo stabilimento).
Lo stesso giorno, in base ad un rapporto dei Carabinieri del NOE, il GIP di Taranto dispone il sequestro senza facoltà d'uso dell'intera area a caldo dello stabilimento siderurgico Ilva. I sigilli sono previsti per i parchi minerali, le cokerie, l'area agglomerazione, l'area altiforni, le acciaierie e la gestione materiali ferrosi.
Nell'ordinanza il GIP conclude che "Chi gestiva e gestisce l'Ilva ha continuato nell'attività inquinante con coscienza e volontà per la logica del profitto, calpestando le più elementari regole di sicurezza".
Oltre il sequestro degli impianti, il GIP dispone gli arresti di Emilio Riva, presidente dell'Ilva Spa fino al maggio 2010, il figlio Nicola Riva, succedutogli nella carica e dimessosi pochi giorni prima dell'arresto, l'ex direttore dello stabilimento di Taranto, Luigi Capogrosso, il dirigente capo dell'area del reparto cokerie, Ivan Di Maggio, il responsabile dell'area agglomerato, Angelo Cavallo.
Il 30 luglio 2012 i carabinieri del NOE di Lecce notificano il provvedimento di sequestro.
Il 7 agosto 2012 il tribunale del Riesame di Taranto conferma il provvedimento di sequestro senza facoltà d'uso degli impianti dell'area a caldo dell'Ilva predisposto dal GIP di Taranto Patrizia Todisco, sequestro vincolato alla messa a norma dell'impianto.
Conferma inoltre gli arresti domiciliari per Emilio Riva, per suo figlio Nicola e per l'ex dirigente dello stabilimento Luigi Capogrosso.
Il lavoro di revisione dell'autorizzazione Aia allo stabilimento ha avuto un primo risultato con la conclusione del gruppo di lavoro di preparazione dell'istruttoria, che il 28 settembre ha completato la prima fase. Il riesame dell'Aia ha disposto una drastica riduzione del carico di inquinanti rispetto all'Aia del 4 agosto 2011, con particolare riferimento alle emissioni di polveri e di benzopirene.
Clini ha detto in proposito che “sono state affrontate in modo trasparente e con competenza tutte le complesse questioni tecniche aperte, senza lasciare margini alle molte sollecitazioni per il rinvio e per i cosiddetti ulteriori approfondimenti: abbiamo già visto che i quasi cinque anni per l'Aia precedente, con 462 prescrizioni, hanno avuto un esito contraddittorio e opaco messo in evidenza dai pronunciamenti del Tar e dalla Procura della Repubblica di Taranto".
Il 12 ottobre 2012 il ministro ha presentato alla stampa il risultato del lavoro istruttorio per la concessione dell'Autorizzazione, che prevede tra l'altro la riduzione della produzione siderurgica, la copertura dei "parchi minerali" per fermare la diffusione di polveri su alcuni rioni della città, la fermata degli impianti a maggiore impatto ambientale e l'ambientalizzazione degli altri.
Per sbloccare dai sequestri della magistratura gli impianti sottoposti a lavori di risanamento previsti dall'Aia e i prodotti già realizzati, il Governo ha emanato il 3 dicembre 2012 un decreto legge convertito dal Parlamento nella legge 231 del 24 dicembre 2012 recante "disposizioni urgenti a tutela della salute e dell'ambiente".
La Procura di Taranto ha fatto ricorso alla Corte Costituzionale contro la legge; il 9 aprile 2013 la Consulta ha emesso la sentenza con cui è stata confermata la legittimità costituzionale della legge 231/2012.

#### I lavori Aia di ambientalizzazione e la riduzione delle emissioni dall'autunno 2012
In seguito agli obblighi imposti all'Ilva Spa dall'Autorizzazione integrata ambientale, rilasciata nel novembre 2012, l'azienda ha provveduto a fermare l'altoforno 1 e le batterie di cokefazione 5 e 6, mentre nel gennaio 2013 sono state avviate le procedure di fermata delle cokerie 3 e 4.
Inoltre è cominciata la chiusura dei nastri trasportatori dall'ambiente esterno, in modo che con il vento non disperdano polveri nell'ambiente.
L'azienda ha avviato gli incarichi per la progettazione della copertura dei parchi minerali, piazzali estesi per oltre 70 ettari su cui sono accumulate le materie prime come carbone e minerale ferroso; in attesa che l'edificio più vasto al mondo venga realizzato è stata potenziata la spruzzatura di acqua e fissanti sui depositi di materiali, in modo che il vento non ne dispera le polveri. Inoltre, nell'autunno-inverno 2012 in attuazione dell'Aia i cumuli di minerali sono stati drasticamente abbassati e sono stati arretrati di ulteriori 80 metri dalle zone abitate.
Gli interventi di ambientalizzazione avviati nei primi mesi sono riassunti in una comunicazione ufficiale del ministero dell'Ambiente
Il 19 dicembre 2012 l'Arpa Puglia pubblica in un documento i nuovi risultati delle rilevazioni della qualità dell'aria a Taranto da cui emerge che Taranto risulta fra le città meno inquinate d'Italia per quanto riguarda la polveri sottili.
In particolare, viene rilevato il crollo dei valori di PM10 nelle due centraline del quartiere Tamburi in via Machiavelli e via Archimede a partire dal settembre 2012, che insieme ai valori riscontrati nelle altre centraline della città, consentono di affermare che nel periodo fino a dicembre 2012, Taranto sia stata tra le città con più bassi valori di PM10 in Italia. Questa diminuzione, sempre secondo l'Arpa Puglia, è coincisa anche con le attività dei custodi giudiziari, che avevano tra l'altro fatto ridurre le giacenza di polveri nei parchi minerali.
Inoltre, viene rilevata "la conferma delle bassissime concentrazioni di diossine al camino dell'impianto di agglomerazione di ILVA, crollate da 8 ngTEQ/Nm3 nel febbraio 2008 a 0.1-0.2ngTEQ/Nm3 (ottobre 2012)".
Infine, le analisi osservano che "per la prima volta da quando l'Arpa Puglia misura il benzo(a)pirene nei filtri PM10 del quartiere Tamburi, la media mobile annuale è pari 0.85 ng/metrocubo, inferiore all'obiettivo di qualità di 1ng/m3".
Proseguono tuttavia le emissioni diffuse non controllate, in particolare il fenomeno dei fumi rossi denominato "slooping".
Come da autorizzazione Aia, alla fine di gennaio del 2013 la società ha presentato al ministero dell'Ambiente il rapporto sullo stato di avanzamento dei lavori di risanamento imposti dalle prescrizioni.
La relazione, 45 pagine, comunica che, in attesa della costruzione della copertura degli stoccaggi, come da disposizioni Aia erano state ridotte le giacenze medie dei parchi minerali ed era stata creata una fascia di rispetto di 80 metri dal confine dello stabilimento. Risultavano in corso i lavori di costruzione dei depositi per il coke, per la copertura dei nastri trasportatori. Erano stati spenti l'altoforno 1 e le batterie 3-4 e 5-6 delle cokerie. Tra le altre misure, la richiesta di permesso per coprire l'area di scarico paiole, la diminuzione delle emissioni della cokeria, erano stati ordinati i filtri a maniche per il trattamento dei fumi in uscita dai camini dell'impianto di raffreddamento dell'agglomerato, era in realizzazione la rete di monitoraggio in continuo della qualità dell'aria, mentre era stata completata da parte della società di ingegneria Paul Wurth la progettazione per la copertura dei parchi minerali.
Il 25 gennaio 2013 gli ispettori dell'Ispra stilano il primo rapporto dettagliato sullo stato di attuazione delle prescrizioni imposte dal ministero dell'Ambiente all'Ilva.
Il 21 marzo 2013 l'Arpa Puglia pubblica uno studio in cui si rileva, a partire dall'autunno 2012, una riduzione degli inquinanti nell'aria di Taranto, e in particolar modo nel quartiere dei Tamburi. Tale decremento è da mettere in relazione alle significative variazioni nelle modalità di esercizio introdotte in seguito all'attività della Magistratura e l'attivazione del piano di risanamento dell'aria promulgato dalla Regione Puglia.
Nel mese di maggio 2013, gli ispettori dell'Ispra rilevano il persistere di violazioni ed inadempienze su diverse prescrizioni previste dall'AIA.
Lo stabilimento viene commissariato dal governo Letta per decreto ed affidato a Enrico Bondi. Le informazioni di dettaglio sugli esiti dei controlli ISPRA e sulle conseguenti diffide adottate dal Ministero dell'ambiente sono liberamente consultabili sul sito istituzionale del Ministero.

### Il referendum cittadino del 14 aprile 2013
Domenica 14 aprile 2013 si è svolto un referendum consultivo tra la popolazione tarantina. Dei 173.000 elettori hanno votato 33.838 tarantini (19,55%); il mancato raggiungimento del quorum del 50% degli aventi diritto al voto ha reso non valido il risultato dei due quesiti:
"Volete voi cittadini di Taranto, al fine di tutelare la vostra salute nonché la salute dei lavoratori contro l'inquinamento, proporre la chiusura dell'acciaieria Ilva?” (sì 81,29%, no 17,25%);
“Volete voi cittadini di Taranto, al fine di tutelare la vostra salute e quella dei lavoratori, proporre la chiusura dell'area a caldo dell'Ilva, maggiore fonte di inquinamento, con conseguente smantellamento dei parchi minerali?” (sì 92,62%, no 5,30%).

### Il decreto di commissariamento straordinario di governo e il successivo commissariamento straordinario
Il 4 giugno 2013 il Governo approva un decreto con il quale viene stabilito il commissariamento della società. Commissario è l'amministratore delegato della società, il manager Enrico Bondi, subcommissario è l'ex ministro dell'Ambiente Edo Ronchi.
Il 27 giugno 2013 il commissario Bondi invia alla Regione Puglia, all'Arpa Puglia e alle istituzioni locali uno studio commissionato dall'Ilva condotto da noti epidemiologi secondo cui la mortalità a Taranto sarebbe in calo da decenni, e che il divario esistente rispetto alla mortalità media della Puglia (regione più salubre rispetto alla media italiana) sarebbe dovuta a fattori socioeconomici o al maggiore utilizzo di tabacco per il solo fatto di essere città portuale. Nel marzo 2014, su proposta del Commissario Bondi e del sub commissario Ronchi, il Governo approva il DPCM contenente il Piano ambientale dello stabilimento di Taranto che chiude il riesame delle precedenti autorizzazioni ambientali del 2011 e del 2012. Nel maggio 2014 Piero Gnudi diviene nuovo commissario governativo al posto di Bondi e nell'agosto 2014 Corrado Carrubba prende il posto di Ronchi quale sub commissario per l'attuazione degli interventi AIA per l'ambientalizzazione del sito tarantino. Infine, dal gennaio 2015, con l'ammissione di ILVA Spa quale impresa strategica d'interesse nazionale all'Amministrazione straordinaria per le grandi imprese in crisi (cd. Legge Marzano), la Società e le sue sette principali controllate è guidata da un collegio commissariale composto da Piero Gnudi, Enrico Laghi, Corrado Carrubba.

#### La procedura di messa in mora della commissione UE
Giovedì 26 settembre 2013 la Commissione Europea ha avviato una procedura di messa in mora nei confronti dell'Italia, concedendo due mesi per rispondere prima del deferimento alla Corte di Giustizia, con l'ipotesi che il Governo italiano non abbia garantito il rispetto delle direttive UE da parte dell'Ilva di Taranto, con gravi conseguenze per salute e ambiente, e in particolare per "mancata riduzione degli elevati livelli di emissioni non controllate generate durante il processo di produzione dell'acciaio". Il commissario all'Ambiente Janez Potočnik avrebbe in proposito dichiarato che le autorità italiane "hanno avuto molto tempo per garantire che le disposizioni ambientali fossero rispettate, questo è un chiaro esempio del fallimento nell'adottare misure adeguate per proteggere salute umana e ambiente". La procedura di messa in mora nasce da un dossier di denuncia presentato a Bruxelles dalle associazioni Peacelink e Fondo Antidiossina.

#### La chiusura dell'indagine preliminare
Il 30 ottobre 2013 sono stati notificati avvisi di chiusura dell'indagine preliminare a 53 persone fra cui Nichi Vendola, presidente della Regione Puglia; gli imprenditori Emilio (1926-2014), Fabio e Nicola Riva; il commissario dell'Ilva Enrico Bondi; l'assessore regionale Lorenzo Nicastro; il sindaco di Taranto, Ippazio Stefàno; il direttore dell'Arpa Puglia, Giorgio Assennato; il deputato Sel Nicola Fratoianni; dirigenti e funzionari del gruppo Ilva e della Regione Puglia.
Il procedimento penale, che ne scaturisce denominato "Ambiente Svenduto", pende dinnanzi alla Corte D'Assise di Taranto.
Nello stesso anno il Comitato Legamjonici, per conto di 52 cittadini, promuove un ricorso alla Corte europea dei diritti dell'uomo. Nel 2015 altri 130 cittadini presentano analogo ricorso. La Corte Europea, accogliendo in via preliminare le loro doglianze, accetta di esaminare l'accusa allo Stato italiano di non aver tutelato - con i numerosi decreti "Salva Ilva" - la salute dei medesimi cittadini.
La sentenza, depositata il 24 gennaio 2019 e diventata definitiva il 24 giugno dello stesso anno, condanna l'Italia per non aver protetto la vita dei Tarantini dagli agenti patogeni inquinanti: essa impone al governo di porre rimedio nel più breve tempo possibile.
Sulla scia di questa sentenza, che vincola lo Stato italiano, il Giudice delle Indagini preliminari del Tribunale di Taranto invia gli atti alla Corte Costituzionale della Repubblica Italiana per deliberare sull'immunità penale censurata dai Giudici internazionali di Strasburgo, La consulta si esprime in data 09-10-2019 rinviando gli atti al Gip di Taranto che valuterà la richiesta di non costituzionalità alla luce dei nuovi provvedimenti legislativi in materia, deliberati dal Parlamento e dai Governi presieduti dal Presidente Conte nell'estate del 2019.

### Attualità
Il 30 settembre 2017 la Regione Puglia ed il Comune di Taranto, unitamente alle associazioni ambientaliste e a cittadini di Taranto, avevano già impugnato - presso il Tribunale amministrativo Regionale della Puglia di Bari sezione staccata di Lecce - il decreto del presidente del consiglio dei Ministri con cui si prorogano i lavori di copertura dei parchi minerali e l'immunità penale dei gestori sino al 2023.
Ricorso trasferito per competenza al Tar del Lazio,che il 18 Luglio 2019 lo rigetta mantenendo in vita il DPCM sopracitato.
Contestualmente il 27 gennaio 2018 Peacelink, Giustizia per Taranto e Fondo Antidiossina - unitamente ad alcuni comitati spontanei di cittadini - avevano impugnato il medesimo Decreto, con richiesta cautelare di sospensiva, attraverso un ricorso straordinario al Presidente della Repubblica Italiana, rigettato dal Consiglio di Stato: ciò per annullare il Dpcm del 29 settembre 2017 che proroga l'autorizzazione integrata ambientale sino al 23 agosto 2023.
In Data 11 Ottobre 2019 La Corte Europea dei Diritti dell'Uomo apre un ulteriore procedimento nei confronti dello stato Italiano per continue emissioni incontrollate anche in seguito a non rispetto della sentenza del 24 Gennaio 2019.
In ultimo in data 07-08-2019 il Consiglio dei Ministri del Governo Conte con proprio decreto reintroduce L'immunità penale che qualche mese prima lo stesso governo aveva abrogato, rinviando la conclusione dell'esimente penale nuovamente al 2023 seppur con novità rispetto alla legge da poco abrogata, il suddetto decreto non viene convertito dal parlamento annullando in maniera definitiva l'esimente penale che dal 03-11-2019 non esiste più.
In seguito a tale accadimento e alla crisi della domanda di acciaio in data 04-11-2019 Arcelor Mittal deposita l'atto di citazione per recedere dal Contratto di affitto e successivo acquisto dell'Ilva, che ritorna entro 30 giorni sotto la guida della gestione Commissariale Statale. L'atto di citazione applica il diritto di recessione previsto dall'art.27.5 del contratto, ossia nel caso in cui un provvedimento legislativo o amministrativo comportasse “l’annullamento in parte qua” tale da rendere impossibile l’esercizio dello stabilimento di Taranto.
Nell'ambito della controversia giudiziaria, il 4 marzo 2020 viene firmato un accordo tra i Commissari Ilva e ArcelorMittal che prevede una trattativa per verificare le condizioni per la sottoscrizione di un nuovo accordo sulla governance Ilva, con l’ingresso di Invitalia (Ministero) nel capitale sociale, con investimento di oltre un miliardo di euro, che scongiuri un disimpegno di AM InvestCo (Arcelor Mittal) a fronte del pagamento di una penale di 500 milioni di euro entro il 30 novembre 2020.

## Problematica ambientale

### Perizia chimica

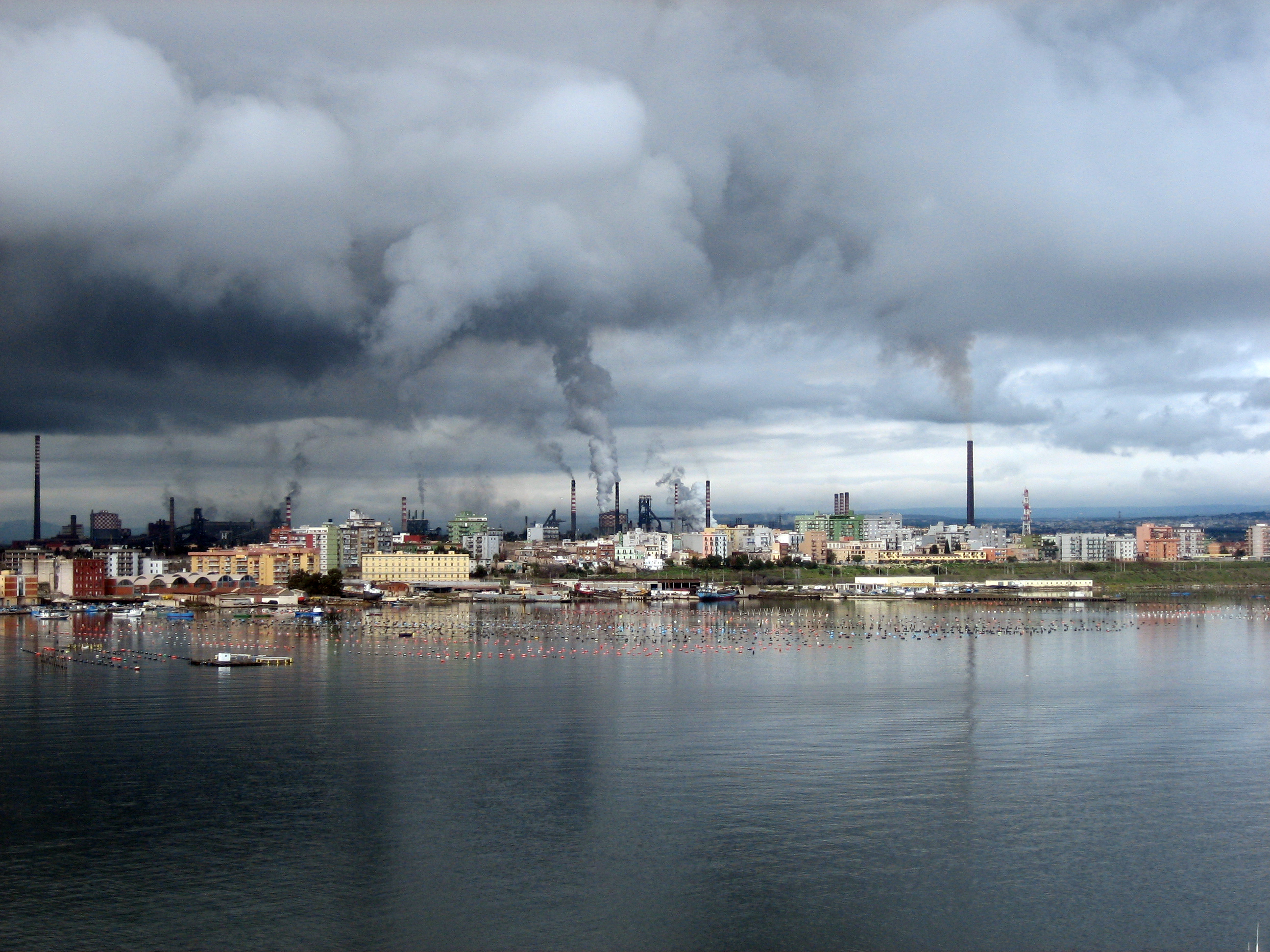
Le acciaierie con le loro emissioni

Nella prima perizia sulle emissioni, si legge che nel 2010 Ilva aveva emesso in aria le seguenti sostanze convogliate (tabella A-1 della perizia):
- 4.159.300 kg di polveri sottili;
- 11.056.900 kg di diossido di azoto;
- 11.343.200 kg di anidride solforosa;
- 7.000 kg di acido cloridrico;
- 1.300 kg di benzene;
- 338,5 kg di idrocarburi policiclici aromatici;
- 52,5 g di benzo(a)pirene;
- 14,9 g di policlorodibenzodiossine (abbreviato in diossine) e policlorodibenzofurani;
- 280 kg di cromo III (cromo trivalente).

Inoltre, da dichiarazione E-PRTR della stessa ILVA (tabella C-1 della perizia):
- 172.123.800 kg di monossido di carbonio;
- 8.606.106.000 kg di biossido di carbonio;
- 718.600 kg di composti organici volatili non metanici;
- 8.190.000 kg di ossidi di azoto;
- 7.645.000 kg di anidride solforosa;
- 157,1 kg di arsenico;
- 137,6 kg di cadmio;
- 564,1 kg di cromo;
- 1.758,2 kg di rame;
- 20,9 kg di mercurio;
- 424,8 kg di nichel;
- 9.023,3 kg di piombo;
- 23.736,4 kg di zinco;
- 15,6 g di diossine;
- 337,7 kg di idrocarburi policiclici aromatici;
- 1.254,3 kg di benzene;
- 356.600 kg di cloro e composti organici;
- 20.063,2 kg di fluoro e composti organici;
- 1.361.000 kg di polveri.

A tali emissioni convogliate, vanno aggiunte tutte quelle non convogliate, cioè disperse in modo incontrollato, la cui quantità è riportata nelle tabelle A-III, B-III, C-III, D-III, E-III, F-III, G-III, H-III, I-III della stessa perizia, e che riguardano tutte le suddette sostanze, in aggiunta ad acido solfidrico, vanadio, tallio, berillio, cobalto, policlorobifenili (PCB) e naftalene.
La fuoriuscita di gas e nubi rossastre dal siderurgico (slopping) è un fenomeno documentato dai periti chimici e dai NOE di Lecce.
Come da risposta al quesito II della perizia sulle emissioni, la diossina accumulata negli anni nel corpo degli animali, abbattuti gli anni precedenti proprio perché contaminati, è risultata la stessa presente negli elettrofiltri dei camini del polo siderurgico.
Per quanto riguarda la diossina, gli impianti dell'Ilva ne emettevano nel 2002 il 30,6% del totale italiano, ma sulla base dei dati INES (Inventario Nazionale delle Emissioni e loro Sorgenti) del 2006, la percentuale sarebbe salita al 92%, contestualmente allo spostamento in loco delle lavorazioni "a caldo" dallo stabilimento di Genova.
Secondo le rilevazioni degli ultimi anni le emissioni di diossina dell'acciaieria si sono ridotte ad alcuni grammi l'anno.
Va però tenuto in considerazione il fatto che il Registro INES, non prevedendo all'epoca sanzioni per omesse dichiarazioni, è molto poco rappresentativo della situazione di quel periodo.
I dati relativi al 2006, ad esempio, registravano le dichiarazioni di meno di 700 aziende, sulle oltre 7.000 che - secondo le stime - sarebbero state tenute a presentarle. Inoltre solo 5 avevano comunicato al registro di emettere diossina. L'incidenza del 92% era quindi calcolata su tale esiguo numero di aziende.
Ilva, nelle sue dichiarazioni ufficiali, indicava nel 21% sul totale italiano la percentuale di diossine emessa dall'impianto di Taranto. Va tuttavia aggiunto che l'Ilva aveva sempre sottostimato la diossina, dichiarandone al registro INES meno di 100 grammi all'anno, quando invece le rilevazioni Arpa ne avevano riscontrato circa 172 grammi anno nelle misurazioni del 2008.
Le ultime rilevazioni rese pubbliche dall'Arpa Puglia, comunque, confermano il progressivo miglioramento della situazione.
Dal 1994 al 2011 si è passati da 800 a 3,5 grammi di diossine all'anno. La media di emissione annuale di diossine e furani, nello stabilimento Ilva di Taranto, è stata nel 2011 pari a 0,0389 ngTEQ/Nm3, inferiori al limite di 0,4 stabilito dalla legge regionale “anti-diossina” (l.r. n. 44/2008). Tale risultato non deriva da un campionamento effettuato in continuo, ma dalle tre campagne di misurazione annuali previste dalla legge della durata di 8 ore ciascuna e previo preavviso nei confronti dell'azienda.
La quantità di diossina prodotta dall'Ilva e accumulata nei decenni nell'ambiente ha reso non pascolabile il terreno attorno all'Ilva nelle aree incolte. Precisamente, un'ordinanza della regione Puglia vieta il pascolo entro un raggio di 20 km attorno all'area industriale che, quindi, diventa un serio ostacolo per la crescita delle aziende zootecniche e produttrici di latte e prodotti caseari, oltre che esserlo per tutte quelle aziende di mitilicoltura, se venisse dimostrato il legame delle emissioni industriali anche con la diossina e PCB rinvenute nelle cozze.

### Perizia epidemiologica
Per ciò che riguarda la perizia epidemiologica, i modelli epidemiologici adottati dai periti di parte nominati dalla Procura di Taranto hanno attribuito per tutte le cause di morte, nei sette anni considerati:
- un totale di 11 550 morti, con una media di 1650 morti all'anno, soprattutto per cause cardiovascolari e respiratorie;
- un totale di 26 999 ricoveri, con una media di 3 857 ricoveri all'anno, soprattutto per cause cardiache, respiratorie, e cerebrovascolari.

Di questi, considerando solo i quartieri Tamburi e Borgo, i più vicini alla zona industriale:
- un totale di 637 morti, in media 91 morti all'anno, sono stati attribuiti ai superamenti dei limiti di PM10 di 20 microgrammi a metro cubo (valore consigliato OMS rispetto al limite di legge europeo di 40 microgrammi a metro cubo). Secondo il Ministero della Salute, il problema del PM10 a Taranto, seppur inferiore all'inquinamento di PM10 di molte città dell'Italia Settentrionale, è determinato dalla tipologia di inquinanti che quelle polveri sottili veicolano.[53]
- un totale di 4 536 ricoveri, una media di 648 ricoveri all'anno per malattie cardiache e malattie respiratorie, sempre attribuibili ai suddetti superamenti.

Secondo i periti nominati dalla procura, la situazione sanitaria a Taranto appare molto critica.
Gran parte delle sostanze rilevate nella perizia sulle emissioni sono state poi considerate in quella epidemiologica come "di interesse sanitario". Gli inquinanti sono in concentrazioni più elevate nei quartieri in prossimità dell'impianto. Le stesse concentrazioni variano nel tempo e dipendono dalla direzione del vento.
Gli esiti sanitari per cui secondo taluni esiste una "forte evidenza scientifica" di un possibile danno che potrebbe essere attribuito alle emissioni del siderurgico sarebbero: mortalità per cause naturali, patologie cardiovascolari e respiratorie, queste ultime in particolare per i bambini, tumori maligni e leucemie.
Gli esiti sanitari per cui secondo taluni esiste una "evidenza scientifica suggestiva" di un possibile danno dovuto alle emissioni delle industrie presenti a Taranto inoltre sarebbero malattie neurologiche e renali, tumori maligni dello stomaco tra i lavoratori del complesso siderurgico.
La perizia epidemiologica si conclude con un'affermazione che sintetizza quella che, secondo le metodologie di rilevazione adottate, è la situazione dell'area ionica: "L'esposizione continuata agli inquinanti dell'atmosfera emessi dall'impianto siderurgico ha causato e causa nella popolazione fenomeni degenerativi di apparati diversi dell'organismo umano che si traducono in eventi di malattia e di morte".

### Gli studi del Progetto Sentieri dell'Istituto superiore di sanità
Nell'autunno 2012 il ministero della Salute ha presentato due diversi studi nell'ambito del Progetto Sentieri dell'Istituto superiore di sanità. Il primo è uno studio che raffronta i dati di mortalità e delle principali malattie nei principali siti contaminati italiani (i cosiddetti Sin, Siti di interesse nazionale) nel periodo 1995-2002; il secondo studio affronta nel dettaglio il solo Sin di Taranto per il periodo successivo 2003-2009. I risultati epidemiologici successivi alla riduzione delle emissioni di diossina e agli interventi di ambientalizzazione attuati in seguito alle prescrizioni dell'Autorizzazione integrata ambientale (Aia) del 2011 e della successiva revisione della nuova Aia 2012 non sono ancora disponibili.
Il primo studio del Progetto Sentieri non analizza tutti i Sin ma si limita ai 44 siti la cui area coincide con i confini dei Comuni considerati, in modo da rendere i dati epidemiologici comparabili con i dati Istat, che sono su base comunale. Taranto risulta fra i Sin con evidenze epidemiologiche, e conferma in particolare alcune patologie riconducibili ad attività inquinanti come l'uso di amianto nei cantieri dell'Arsenale della Marina militare, le emissioni della raffineria e del polo siderurgico Ilva. Nell'insieme, "un ambiente di vita insalubre".
Il secondo studio del Progetto Sentieri, osserva come il calo di mortalità in corso dal 1980 a Taranto sia sì coincidente al miglioramento delle condizioni di vita e di salute della media italiana, ma al tempo stesso sia meno accentuato rispetto alla media della Puglia, fra le regioni più salubri, e rileva dati preoccupanti per alcune patologie correlabili con le attività inquinanti nella città.
In particolare spiccano i tumori alla pleura, attribuibili soprattutto a decenni di uso dell'amianto per le coibentazioni navali nell'Arsenale della Marina, e le forme tumorali attribuibii alle emissioni dell'Ilva e del polo di raffinazione petrolifera. I casi di tumore alla pleura risultano in eccesso addirittura del 350% per i maschi e del 200% per le femmine.

### Interventi sulla diossina
Nel dicembre 2008, la Regione Puglia approva a maggioranza una legge regionale contro le diossine. La norma impone limiti alle emissioni industriali a partire da aprile 2009: l'Ilva, come le altre aziende, dovrà scendere a 0,4 nanogrammi per metrocubo entro il 2010. Nel febbraio 2009, una modifica alla legge regionale ha però allungato i tempi per il primo taglio dei limiti di diossina a 2,5 nanogrammi per metrocubo, spostando dal primo aprile al 30 giugno l'entrata in vigore del limite stesso.

## Dipendenti celebri
- Il poeta e scrittore tarantino Pasquale Pinto è stato operaio all'Italsider.

## Opere dedicate
- La canzone Fume Scure di Fido Guido, contenuta nell'album del 2006 Terra Di Conquista.
- Le Acciaierie di Taranto sono al centro del libro del 2013 Fumo sulla città, dello scrittore tarantino Alessandro Leogrande.
- La storia dello stabilimento di Taranto è stata pubblicata nel libro del 2019 L’acciaio in fumo. L’Ilva di Taranto dal 1945 a oggi, dello storico Salvatore Romeo.
- Il film del 2023 Palazzina Laf di Michele Riondino.
- La canzone del 2024 Ilva (Fume scure RMX) di Kid Yugi contenuta nell'album I Nomi del Diavolo, che è peraltro un remix di Fume scure di Fido Guido.
- Terra d'ombra bruciata, romanzo del 2019 di Valentina Nuccio (Le Mezzelane Casa Editrice, seconda edizione gennaio 2025) che tratta la problematica dei tanti bambini pazienti 048: ammalati di cancro, all'ombra della ex Ilva di Taranto.